# 宇津山城
宇津山城（うつやまじょう、うづやまじょう）は、静岡県湖西市入出にあった戦国時代の日本の城。湖西市入出の浜名湖に突き出した正太寺鼻に位置する宇津山（49.5m）にあり、郭や土塁、武者走り、舟隠し場が残る。正太寺（遠州三十三観音25番札所）の敷地内にある。

## 概要
大永（1521年～1527年）の頃、遠州進出を図った今川氏親の家臣長池親能が浜名湖西岸に築いたという。城主には長池親能、次に小原親高が入り享禄年間以降は朝比奈泰長が入った。
弘治元年（1555年）に氏泰が病没すると、その嫡男泰長が城主となる。永禄3年（1560年）桶狭間の戦いで今川義元が討たれると、自立を志す徳川家康が三河国統一に向けて邁進。徳川方に誼を通じる土豪が多くなる中で、掛川朝比奈氏の分流であった泰長は、惣領家と同様に今川氏への忠誠を貫こうとしていた。
永禄5年（1562年）、今川氏から徳川氏へ転属・離反した三河国八名郡五本松城を襲うと、城主西郷正勝を討ち取り、凶報により駆けつけた正勝の嫡男西郷元正をも討ち取っている。泰長は永禄5年11月晦日に死去しその跡を嫡子の孫太郎泰充が継いだ。しかし、泰充は永禄9年正月、城中における謡初め会にて、徳川に誼を通じていた弟の孫六郎真次に殺され、そのまま城主の座を奪われた。しかし、永禄10年正月、真次も今川氏真の命を受けた小原鎮実に討ち取られてしまう。そして、今川方は、境目城を築き、宇津山城とともに家康の来攻に備えた。
永禄11年（1568年）12月、徳川方の酒井忠次は土豪の佐原重吉、内藤三左衛門、松野三右衛門らと境目城を落としたのち、同月12日に遠江国に侵攻。同月15日、宇津山城を守備していた小原鎮実の家老増田団右衛門は城より討って出るが討死し、城主小原鎮実らは城に爆薬を仕掛け浜名湖から逃亡した。しかし、爆薬の量が少なく、酒井勢は爆発音に驚いたが死傷者はでなかった。その後、家康は松平家忠を在番として城郭を拡張させている。元亀3年（1572年）には松平清善が1,000貫文を賜って城番に命じられた。廃城になった時期は不明。